# Edoardo Ballerini
Edoardo Ballerini (20 de marzo de 1970) es un actor, escritor y director ítalo-estadounidense. Es famoso por su trabajo delante de las cámaras como el drogadicto Corky Caporale en Los Soprano (2006-2007), el temperamental chef en Dinner Rush (2001) y el negociante de la NFL en Romeo Must Die (2000). Ha trabajado en numerosos filmes y series, desde Yo disparé a Andy Warhol (1996) hasta Boardwalk Empire (2010) de Martin Scorsese. Su debut como director, Good Night Valentino, fue estrenado en el Festival de Cine de Sundance de 2003, y tiene a Ballerini interpretando a la estrella del cine mudo Rodolfo Valentino.

## Vida privada
Edoardo Ballerini es de padre italiano, el poeta Luigi Ballerini, y de madre estadounidense. Se crio entre Nueva York y Milán. Tiene doble nacionalidad y es bilingüe. Su temprana educación fue en Nueva York, en P.S. 41 y más tarde en Friends Seminary, antes de abandonar su hogar a los 14 años para ir a un internado. Desde entonces, asistió a la Universidad Wesleyana, para formarse en literatura. El verano después de su graduación con honores, Ballerini recibió una beca para estudiar latín en Roma. En Italia, descubrió un grupo de actores expatriados que estaban formando una compañía teatral. Aburrido del latín, Ballerini decidió unirse al grupo. El siguiente otoño asistió a clases de actuación en Nueva York en HB Studios y en The Lee Strasberg Theater Institute. Más tarde fue observador en el Actors Studio. Después de vivir por varios años en Nueva York, Ballerini se mudó a Los Ángeles en el año 2000 para volver nuevamente a Nueva York donde continuó con su carrera.

## Primeros papeles
Su primer papel importante fue en Looking for an Echo (1998), donde los críticos notaron su potencial, interpretando al hijo de Armand Assante. Siguiendo a esta actuación, Ballerini personificó a un brillante chef estrella en Dinner Rush (2001) de Bob Giraldi, junto a Danny Aiello. Mientras que la película no tuvo buena acogida en Estados Unidos al momento de su estreno, fue bien recibida por el circuito de cine independiente neoyorquino.